# 雷-福斯马丹
雷-福斯马丹（法語：Réez-Fosse-Martin，法語發音：[ʁe fos maʁtɛ̃]）是法国瓦兹省的一个市镇，位于该省东南部，属于桑利斯区。该市镇于1790-1794年间由雷村（Réez）和福斯马丹（Fosse-Martin）合并而成。

## 地名
法语人名在日常人名译名以及《世界人名翻譯大辭典》、《法语姓名译名手册》等主流人名译名类书籍资料中多译作“马丁”，不过在《世界地名翻译大辞典》、《世界地名译名词典》和《法国地图册》等主流地名译名类书籍资料中多译作“马丹”。

## 地理
雷-福斯马丹（49°6'43"N, 2°55'5"E）面积7.11 平方千米，位于法国上法蘭西大區瓦兹省，该省份为法国北部内陆省份，北起索姆省，西接厄尔省和滨海塞纳省，南至塞纳-马恩省和瓦兹河谷省，东临埃纳省。
与雷-福斯马丹接壤的市镇（或旧市镇、城区）包括：皮雪、万西-马讷夫尔、米尔蒂安地区阿西、布扬西、布雷日。
雷-福斯马丹的时区为UTC+01:00、UTC+02:00（夏令时）。

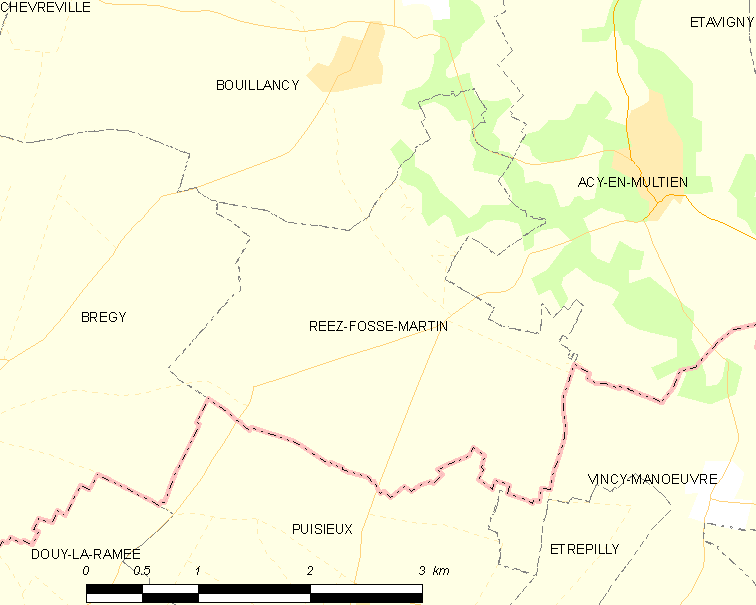
雷-福斯马丹的OSM定位图

## 行政
雷-福斯马丹的邮政编码为60620，INSEE市镇编码为60527。

## 政治
雷-福斯马丹所属的省级选区为楠特伊勒欧杜安县。

## 人口

1962-2008年间雷-福斯马丹人口变化图示

雷-福斯马丹于2022年1月1日时的人口数量为142人。